# Helter Skelter (filme de 2004)
Helter Skelter (prt: O Caso Sharon Tate; bra: Helter Skelter) é um telefilme estadunidense de 2004 escrito e dirigido por John Gray.   
Neste longa-metragem produzido para a TV norte-americana, o caso mais chocante e marcante de serial killers que aconteceu nos EUA na década de 60 é reconstituído com roteiro baseado em livro escrito por Vincent Bugliosi (o mesmo que serviu como fonte para a produção de 1976, centrada nas investigações que, levaram o assassino Charles Manson a Justiça e à condenação), que foi o promotor responsável pelo processo criminal e Curt Gentry. No caso, trata-se do Caso Tate-LaBianca que foram assassinatos cometidos pela Família Manson comandados por Charles Manson.
A atriz Sharon Tate foi uma das vítimas da "família" Manson. Ela era a esposa do cineasta Roman Polanski e estava grávida quando foi brutalmente assassinada. Helter Skelter é nome de uma música dos Beatles, lançado no disco White Album (1968). O livro que deu base ao roteiro deste filme já havia sido adaptado em 1976, com um filme também intitulado Helter Skelter.

## Sinopse
O filme mostra os sanguinários assassinatos comandados pelo enigmático Charles Manson, um homem frustrado por uma malfadada carreira de estrela do rock, e seu grupo de seguidores, a famosa 'Família Manson'.

## Elenco
- Jeremy Davies.... Charles Manson
- Clea DuVall.... Linda Kasabian
- Marguerite Moreau.... Susan "Sadie" Atkins
- Allison Smith.... Patricia 'Katie' Krenwinkel
- Frank Zieger.... Clem Grogan
- Eric Dane.... Charles "Tex" Watson
- Bruno Kirby.... Vincent Bugliosi
- Mary Lynn Rajskub.... Lynette "Squeaky" Fromme
- Catherine Wadkins.... Leslie Van Houten
- Michael Weston.... Bobby Beausoleil